# Oignies (Francja)
Oignies – miejscowość i gmina we Francji, w regionie Hauts-de-France, w departamencie Pas-de-Calais.
Według danych na rok 1990 gminę zamieszkiwało 10 660 osób, a gęstość zaludnienia wynosiła 1931 osób/km² (wśród 1549 gmin regionu Nord-Pas-de-Calais Oignies plasuje się na 77. miejscu pod względem liczby ludności, natomiast pod względem powierzchni na miejscu 634.). Od 19 listopada 2019 roku miasto partnerskie Gminy Brzeszcze.